# Edward Evan Evans-Pritchard
Pour les articles homonymes, voir Evans et Pritchard.
E. E. Evans-Pritchard est un anthropologue britannique né le 21 septembre 1902 à Crowborough (East Sussex) et mort le 11 septembre 1973 à Oxford. Il a participé au développement de l'anthropologie sociale. Il fut professeur d'anthropologie sociale à l'Université d'Oxford de 1946 à 1970.

## Biographie
Après des études à Winchester College, il étudie l'histoire au Collège d'Exeter à Oxford, où il subit l'influence de Robert Ranulph Marett, puis après avoir obtenu son diplôme, à la London School of Economics, où il subit l'influence de Bronisław Malinowski et surtout de Charles Gabriel Seligman, le fondateur de l'ethnographie du Soudan. Il effectue son premier travail sur le terrain chez les Azande, un peuple du haut-Nil. Il en tire sa thèse de doctorat en 1927 (et Witchcraft, Oracles and Magic Among the Azande en 1937). Il donne des cours à la London School of Economics et continue ses recherches chez les Azande et les Bongo jusqu'en 1930, année où il commence de nouvelles recherches chez les Nuer. Il rencontre alors Meyer Fortes et Alfred Radcliffe-Brown.
Ce travail coïncide avec sa nomination à l'université du Caire en 1932, où il donne des cours sur la religion, toujours influencé par Seligman. Après son retour à Oxford, il continue ses recherches sur les Nuer et commence à développer les idées de Radcliffe-Brown sur le structuro-fonctionnalisme. Il en résulte sa trilogie sur les Nuer (The Nuer, Nuer Religion, Kinship and Marriage Among the Nuer) et le volume qu'il coédite, intitulé African Political Systems est vite considéré comme un classique de l'anthropologie sociale britannique. Son Witchcraft, Oracles and Magic Among the Azande est la première contribution majeure à la sociologie de la connaissance à travers sa prise de position neutraliste sur la justesse des croyances des Zandés sur la causalité. Le travail empirique qu'Evans-Pritchard continua dans cet esprit est connu à travers les débats des années 1960 et 1970 sur la philosophie des sciences et la rationalité, où s'impliquèrent Thomas Samuel Kuhn et surtout Paul Feyerabend.
Pendant la Seconde Guerre mondiale, Evans-Pritchard combat en Éthiopie, en Libye, au Soudan et en Syrie. Au Soudan, il lève des troupes irrégulières parmi les Anuak pour harceler les Italiens dans une guerre de guérilla. En 1942, il est envoyé à l'Administration britannique de la Tripolitaine, expérience dont il tirera The Sanusi of Cyrenaica. En décrivant la résistance locale aux Italiens, il est l'un des rares auteurs de langue anglaise à avoir écrit sur la tariqa. En 1944, il se convertit au catholicisme.
Après un bref séjour à Cambridge, Evans-Pritchard devient professeur d'anthropologie sociale à l'Université d'Oxford et fellow de All Souls College à Oxford, où il passe le reste de sa carrière universitaire. Parmi ses étudiants de thèse, le sociologue indien M. N. Srinivas (en), le créateur de quelques-uns des concepts clé de la sociologie indienne : la sanskritization (en), la caste dominante et le vote bank (en). Talal Asad qui enseigne à l'université de la ville de New York, fut aussi son étudiant. L'ouvrage classique de Mary Douglas, Purity and Danger: An Analysis of Concepts of Pollution and Taboo (De la souillure. Essai sur les notions de pollution et de tabou) a été influencé par les conceptions de Evans-Pritchard sur la façon dont les notions d'accusation, de faute et de responsabilité se manifestent à travers la perception spécifique à une culture des notions de malchance et de tort. Il a aussi pour étudiant Julian Pitt-Rivers et fut le directeur de thèse de Mike Singleton qui fut son avant-dernier assistant.

## Ouvrages
- 1937 Witchcraft, Oracles and Magic Among the Azande, Oxford University Press ; 1976, abridged edition  (ISBN 0-19-874029-8)
- 1940 The Nuer: A Description of the Modes of Livelihood and Political Institutions of a Nilotic People, Oxford, Clarendon Press.
- 1940 « The Nuer of the Southern Sudan », in African Political Systems, M. Fortes and E.E. Evans-Pritchard, eds., London, Oxford University Press, p. 272-296.
- 1949 The Sanusi of Cyrenaica, London, Oxford, Oxford University Press.
- 1951 Kinship and Marriage Among the Nuer, Oxford, Clarendon Press.
- 1951 « Kinship and Local Community among the Nuer » in African Systems of Kinship and Marriage, A.R. Radcliffe-Brown and D.Forde, eds., London, Oxford University Press, p. 360-391.
- 1953 « The Sacrificial Role of Cattle among the Nuer », in Journal of the International African Institute, vol. 23 no 3, p. 181–198
- 1956 Nuer Religion, Oxford, Clarendon Press.
- 1962 Social Anthropology and Other Essays, New York, The Free Press
- 1965 Theories of Primitive Religion, Oxford University Press  (ISBN 0-19-823131-8)
- 1967 The Zande Trickster, Oxford, Clarendon Press.
- 1974, Man and Woman among the Azande, New York, The Free Press & London, Faber and Faber

### Traductions en français
- Sorcellerie, oracles et magie chez les Azandé, texte original publié en 1937. Trad. de l'anglais par Louis Evrard, 1972, Gallimard
- Les Nuer. Description des modes de vie et des institutions politiques d'un peuple nilote, texte original publié en 1940. Trad. de l'anglais par Louis Evrard, 1968, Gallimard
- Anthropologie sociale, texte original publié en 1951. Trad. de l'anglais par Monique Manin, postface de Michel Panoff, 1969, Payot.
- Parenté et mariage chez les Nuer, 1951. Trad. de l'anglais par Monique Manin, 1973, Payot
- Systèmes politiques africains, (ouvrage dirigé avec Meyer Fortes), texte original publié en 1940. Trad. de l'anglais par Paul Ottino, 1964, PUF.
- La religion des primitifs à travers les théories des anthropologues, texte original publié en 1965. Trad. de l'anglais par Marie Matignon, 1971, Payot. d'anthropologie sociale, texte original publié en 1965. Trad. de l'anglais par Anne et Claude Rivière, 1971, PUF.